# Philautus sanctisilvaticus
Espèce
Synonymes
- Philautus sanctipalustris Das & Chanda, 1997

Statut de conservation UICN

 CR B1ab(iii)+2ab(iii) : 
En danger critique
Philautus sanctisilvaticus est une espèce d'amphibiens de la famille des Rhacophoridae.

## Répartition
Cette espèce est endémique de l'État de Madhya Pradesh en Inde. Elle ne se rencontre uniquement que dans sa localité type, Kapildhara Falls, située à 190 km au Sud-Est de Jabalpur.

## Publication originale
- Das & Chanda, 1997 : Philautus sanctisilvaticus (Anura: Rhacophoridae), a new frog from the sacred groves of Amarkantak, central India. Hamadryad, vol. 22, no 1, p. 21-27.